# Spisak Google-ovih proizvoda
Guglovi (engl. Google) alati pokrivaju gotovo sve potrebe korisnika (od pretraživanja Interneta, gledanja multimedijalnih sadržaja, do marketinških alata), jer obuhvata aplikacije i alate za desktop računar, mobilni telefon i alate na Internetu. Za većinu Guglovih alata postoji mogućnost prikaza na srpskom jeziku. Ono što je važno napomenuti jeste da se na stranicama koje su u vlasništvu Gugla, korisnici lako snalaze zbog veoma jasnog i jednostavnog interfejsa.

### Gugl Zemlja
Gugl Zemlja (engl. Google Earth) je aplikativni softver (i onlajn alat) koji omogućuje virtuelni 3D prikaz Zemljine površine, svemira, ali i okeana i mora, od skorijeg vremena. Prikaz sačinjava mnogo različitih satelitskih slika, koje nisu stvorene u realnom vremenu, već su naknadno spojene. Odabrani deo Zemljine površine je moguće uvećavati i otkrivati i najmanje detalje, ukoliko su takvi vidovi informacija dostupni. Većina gradova ili prirodne znamenitosti su detaljno urađeni, projekcije se osvežavaju svake godine, što utiče i na stepen izoštrenosti slike tog područja (neka se područja jasnije vide na određenom uvećanju, dok su neka zamućenija, što znači manjak detalja).
Da bi korisnik lakše pronašao željenu lokaciju, u levom oknu prozora postoji jednostavan pretraživač, u kom se može upisati naziv mesta, čak i ulica. Osim opisanog pretraživanja virtuelnog modela Zemlje, postoje i dodatne informacije o pojedinim mestima. U rezultatima se takođe mogu prikazati i slike, tekstovi sa Vikipedije, zatim auto-putevi, granice (državne i regionalne), značajne kulturne ustanove, restorani, hoteli i drugi objekti. Postoji i opcija za uključivanje 3D zgrada, a ona omogućava još realniji izgled određene teritorije.
Gotovo svako može koristiti usluge Gugla jer je vrlo jednostavno, ali i naučnici koriste Gugl Zemlju i Gugl Mape kao preliminarne alate za analizu područja širom sveta, otkrivajući i tako poprilično neverovatne stvari koje nismo nikad pre videli.
Gugl Zemlja je obiman program sa velikim ambicijama. Otpočeo je kao jednostavna alatka sa velikom idejom: da prikaže svet onako kako se vidi iz svemira. Svaki komad zemlje, svaki put, svaka kuća i svaki grad bili su ubeleženi kako bi se mogli videti iz svakog doma. Mogli ste da pređete preko okeana, planina i neba, i to direktno na svom računaru. Delovalo je kao da je Gugl uradio sve što se može, darujući nam čitav svet i sve veće gradove na dohvat ruke, ali onda je uveden Ulični Pogled što je stvari pomerilo za korak dalje.
Gugl Ulica (engl. Google Street), koji funkcioniše kroz Gugl Zemlja, predstavlja program putem kojeg možete videti većinu putnih površina na Zemlji. Tokom nekoliko godina, Gugl je slao automobile sa prikačenom kamerom na krovu koji su snimali svaki centimetar puteva, svaki glavni auto-put, ulicu i uličicu kroz koju su prolazili. Kao rezultat ovog poduhvata, sada ljudi mogu da vide svet izbliza, kao da su u automobilu, a da pritom na napuste svoj dom.
Ako želite da kupite kuću u nekom kraju, ali niste sigurni kako okolina tamo izgleda, prošetajte se glavnom ulicom i pogledajte kako izgledaju kuće vaših budućih suseda.
Ako želite da vidite kako izgleda hotel ili prenoćište gde ćete provesti odmor, bacite pogled na ono što ne biste inače videli u prospektima i brošurama, i procenite da li se izgled razlikuje od onoga što stoji na turističkim veb prezentacijama.
Gugl Zemlja se konstantno ažurira, i pokriva veći deo planete, sa trodimenzionalnim slikama Ujedinjenog Kraljevstva, Irske, Australije, Nemačke, Pakistana, Kanade, Sjedinjenih Država, itd. Gugl Zemlja se lako koristi, što znači da ćete vrlo brzo moći da započnete svoje virtuelno putovanje, bez ikakvih poteškoća.

### Gugl Prevodilac
Gugl Prevodilac (engl. Google Translate) је usluga koju pruža kompanija Gugl (engl. Google Inc). којом se prevodi deo teksta ili veb stranica sa jednog jezika na drugi. Gugl Prevodilac je više jezična usluga, besplatni veb prevodilac, koji automatski prevodi tekstove i cele veb stranice.
Podržava 64 jezika (taj broj raste), omogućuje fonetski izgovor reči, a unutar njega postoji i opcija koja otkriva o kom se jeziku radi, na osnovu upisane reči. On pri prevođenju ne primjenjuje gramatička pravila već se prevod zasniva na statističkim analizama. Prevodi čitatelju pomažu da razume tekst na stranom jeziku, ali servis ima svoja ograničenja i ne pruža uvek tačne prevode. Kvalitet prevoda se razlikuje među različitim kombinacijama jezika. Ako korisnik prevodi, na primer sa engleskog na francuski i jezici zatim treba da budu zamenjeni (francuski na engleski), klikom na dugme zameni (engl. swap) će se preokrenuti orijentacija jezika prevođenja.
Poslednja inovacija na Gugl prevodiocu koja nam omogućuje da fotografišemo tekst i nakon skeniranja dobijemo njegov prevod, značajno olakšava prevod sa i na srpski jezik.
Ovako funkcioniše prevod sa srpskog jezika i na srpski jezik sa slike:
- Uključite Gugl Prevodilac
- Odaberite fotografiju iz memorije telefona ili snimite novu kamerom
- Sačekajte par trenutaka da aplikacija skenira sliku
- Nakon skeniranja označite tekst sa slike koji želite da vam bude preveden.

Što se srpskog jezika tiče Gugl Prevodilac podjednako dobro barata i ćirilicom i latinicom, a prevođenje ne traje dugo. Prevod je promenljivog kvaliteta - nekad sasvim korektan, nekad van konteksta i komičan.

### Jutjub
Kao i ostali Guglovi alati, i Jutjub (engl. YouTube) karakteriše jednostavni interfejs, koji omogućava svakom korisniku da gleda, ali i postavi video-snimak, koji može pogledati gledalaštvo širom sveta u roku od nekoliko minuta. On je danas, zahvaljujući širokom okviru tema koje pokriva, postao jedan od najvažnijih delova Internet kulture, počevši od video-blogova običnih ljudi do muzičke industrije.
Osnovala su ga tri bivša radnika kompanije Pejpal (engl. Paypal), sredinom februara 2005. године. U oktobru 2006. godine, Gugl je objavio da je kupio kompaniju za 1,65 milijardi dolara.
Jutjub je popularni internet servis za razmenu video sadržaja gde korisnici mogu postavljati, pregledavati i ocenjivati video isečke. Za postavljanje sadržaja potrebna je registracija, dok za pregledanje nije, izuzev sadržaja koji nije primeren za osobe mlađe od 18 godina.
Korisnici na Jutjub u 60 dana stave više video materijala nego što tri najveće televizijske kuće u SAD objave u 60 godina, a prosečan korisnik na stranici provodi između 15 i 25 minuta.

### Gugl Plej Radnja
Jedna od najvećih prednosti koju imate kao Android korisnik su naravno aplikacije. Android ima ogroman broj aplikacija koje je moguće naći na Gugl Plej Radnji. Ovo je centralno mesto koje sadrži aplikacije za različite namene. Korisnici mogu naći aplikacije za produktivnost, za gledanje video materijala, čitanje knjiga, igre itd. Gugl prodavnica ima skoro jedan milion aplikacija. Cena preuzimanja aplikacije varira, ali većina aplikacija su besplatne.
Danas Gugl pravi Android koji radi na gotovo svim mobilnim telefonima i tabletima u svetu (81%) isključujući Epl (engl. Apple) iOS (13%) i Windows Phone (4%).
Postoji još ogroman broj alata i aplikacija koje razvija Gugl, među njima su i Bloger (engl. Blogger) (servis za postavljanje blogova, specifične forme teksta raznolike sadržine), društvena mreža Gugl Plus (engl. Google Plus)(jedna od vodećih, uz Fejsbuk (engl. Facebook) i Tviter (engl. Twitter).
To znači da ova korporacija nastoji da poboljša i što bolje iskoristi vreme korisnika tokom boravka na Internetu, razvijajući pritom svoje alate i aplikacije na dnevnoj bazi. Sledeći korak jeste razvoj Guglovog operativnog sistema, Hromijum OS (engl. Chromium Operating System), koji preti da opet potuče konkurenciju, ovog puta Majkrosoft (engl. Microsoft) (sa Vindous-om) i Epl (sa Mek (engl. Mac OS) X sistemom), ukoliko to prihvati šira populacija.

### Džimejl
Džimejl (engl. G-Mail) je servis za elektronsku poštu, pokrenut sredinom 2004. godine. Početkom februara 2007. Džimejl je postao otvoren za sve korisnike, jer je skoro pune tri godine bio dostupan samo putem specijalnih pozivnica.
Prednosti Džimejla su nebrojene. Prostor za skladištenje e-mejlova (engl. E-Mail) stalno raste (trenutno je oko 10 GB), u sebi ima Spam filter (filter za procesiranje neželjenih poruka), postoji verzija za maltene sve mobilne uređaje, postoji čet-prozor preko kog se može komunicirati sa ostalim Džimejl korisnicima, a jedan te isti Džimejl (odnosno Gugl nalog) se može koristiti i za druge Gugl alate, što korisnicima omogućava da koriste samo jedno korisničko ime i lozinku za sve funkcije Guglovih alata.

## Dijagram Guglovih najpoznatijih alata
Raznorazni izveštaji kompanija koje se bave Internet marketingom i ispitivanjem javnog mnjenja, prvenstveno u SAD-u, pokazuju da je više od polovine upita korisnika prosleđena preko Gugla, dok je drugi najpopularniji pretraživač Jahu, sa skoro dvostruko manje upita svake godine. Guglov indeks se pokazao kao najprecizniji, najobimniji i najbrži. Bolji je i od skoro svih specijalizovanih usluga (onih što se oslanjaju na kategorije ili tipove datoteka, kao što su video zapisi, fotografije, vesti, veb dnevnici ili lokalne informacije). Može se reći da je konkurencija žestoka i da bi Gugl trebalo da bude na oprezu. Njegovi konkurenti koriste inovativne alatke i dodatke za radno okruženje (Esk se u tome naročito ističe) i oni olakšavaju korišćenje, a uz to prikazuju relevantnije informacije od standardnih plavih hiperveza na strani sa rezultatima pretraživanja.
Sveukupno gledano, Gugl je neprikosnoven u pretraživanju informacija, od svih mogućih pretraživača. Slikovito gledano, Gugl je kao ogromna riba, a drugi pretraživači su kao ribe-čistači (vrsta malih riba, koje čiste druge veće ribe od parazita, kojima se hrane). Drugi pretraživači (kao što su Jaxu i Ask.com) jesu proizvodi druge firme, ali je Gugl korporativno i tržišno dvostruko veći. Oni imaju svoje mahom lokalno tržište, ali takođe koriste (“grickaju”) Guglovu tehnologiju pretraživanja, putem plaćene licence zaštićenog patenta, koji se pokazao kao najefikasniji.

## Spoljašnje veze
- “About Company” Google.com
- “Google” Dictionary.com
- Архивирано на веб-сајту  (11. март 2016)
- Google Earth